# Parc de l'Estació del Nord
El Parc de l'Estació del Nord està situat al barri del Fort Pienc al districte de l'Eixample de Barcelona. Va ser creat el 1988 amb un projecte d'Andreu Arriola, Carme Fiol i Enric Pericas. El 1999 va ser ampliat per Patrizia Falcone.

## Descripció

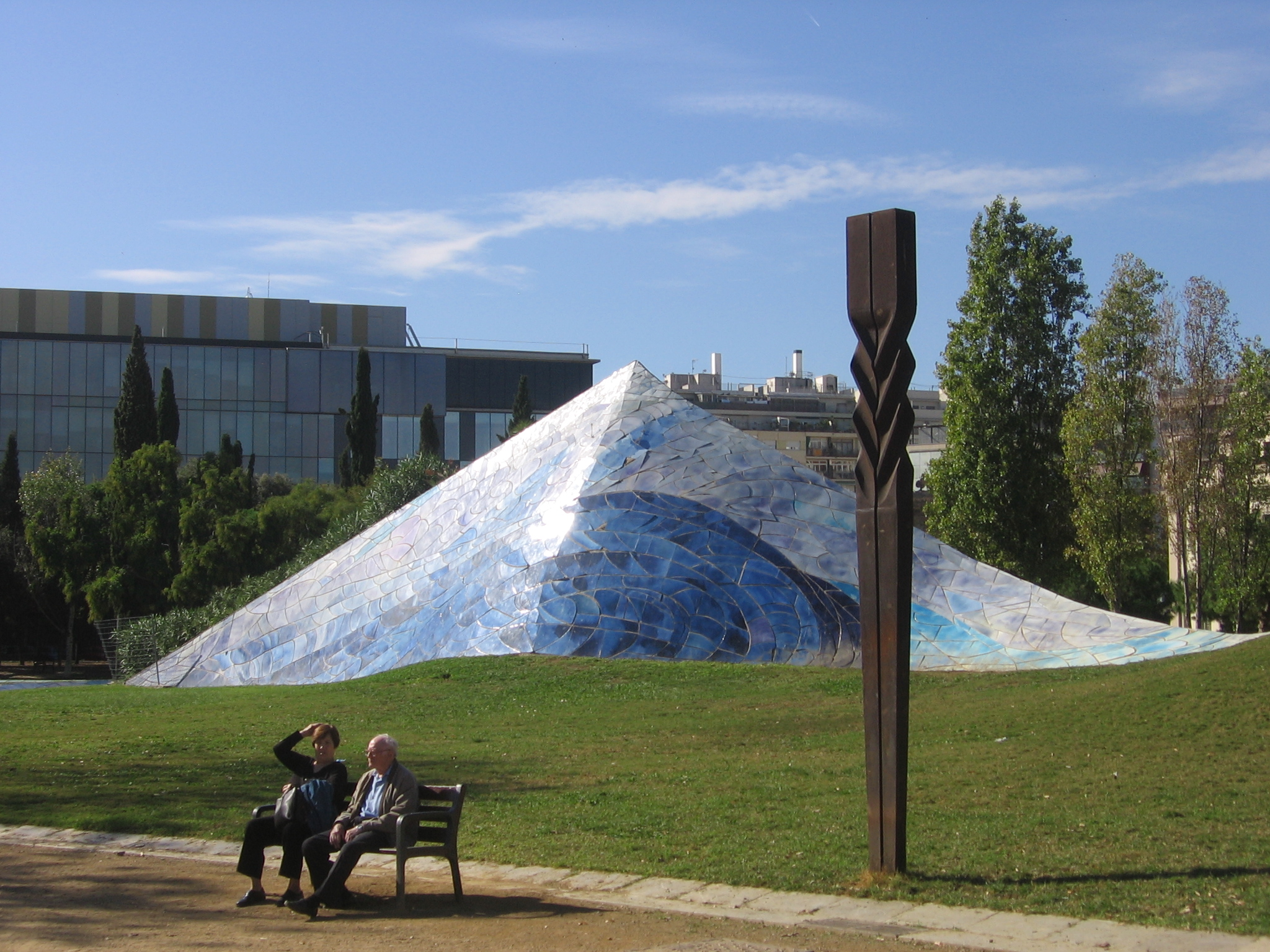
Cel caigut, de Beverly Pepper

El parc s'estructura en dos nivells: accedint pel carrer de Lepant hi ha un nivell inferior on es troben una àrea per a gossos i una zona de jocs infantils, així com el Monument a Juan Pablo Duarte, obra de Félix Tejada; després de passar sota un pont que creua el carrer Marina i pujar una lleugera pendent s'accedeix a una zona més elevada, que és la part principal del parc, situada enfront de l'edifici de l'estació. Aquí destaquen dues escultures integrades amb la natura, a l'estil de l'art natura: Cel caigut i Espiral arbrada, de Beverly Pepper. La primera sembla una ona gegant que surt de la vegetació del parc, elaborada en ceràmica de color blau amb la tècnica gaudiniana del trencadís; la segona té forma de tronera de pedra, rodejada de til·lers. La mateixa artista va dissenyar els elements d'il·luminació del parc, uns monòlits de ferro de 4 m d'altura; i també els bancs, elaborats amb pedra artificial, i que semblen peces d'escacs. La resta del parc alterna zones de gespa amb espais arbrats, als que destaquen les acàcies i els xiprers. El recinte del parc acull també el Camp municipal de futbol Fort Pienc.

### Vegetació
Entre les espècies presents es troben: el pi pinyer (Pinus pinea), el pollancre (Populus nigra italica), l'àlber (Populus alba Nivea i Populus alba Pyramidalis), el pollancre del Canadà (Populus x canadensis i Populus x canadensis Pyramidalis), el til·ler (Tilia tomentosa), l'alzina (Quercus ilex), el xiprer de Lambert (Cupressus macrocarpa), el tamariu (Tamarix gallica), l'arboç (Arbutus unedo), el pitòspor (Pittosporum tobira), el marfull (Viburnum tinus), la ginesta (Spartium junceum), el lledoner (Celtis australis), l'acàcia del Japó (Sophora japonica), l'acàcia borda (Robinia pseudoacacia) i la mimosa de tot temps (Acacia retinodes).

### Fauna
Algun estudi fet per ornitòlegs aficionats ha evidenciat una biocenosi interessant, amb exemplars de: Raspinell, mallerengues, pit-roig, gafarró, mastegatatxes, papamosques gris, Aratinga nyandai, cotorreta de pit gris, capsigrany, merla, garsa, tallarol trencamates, tallarol de casquet.

## Galeria

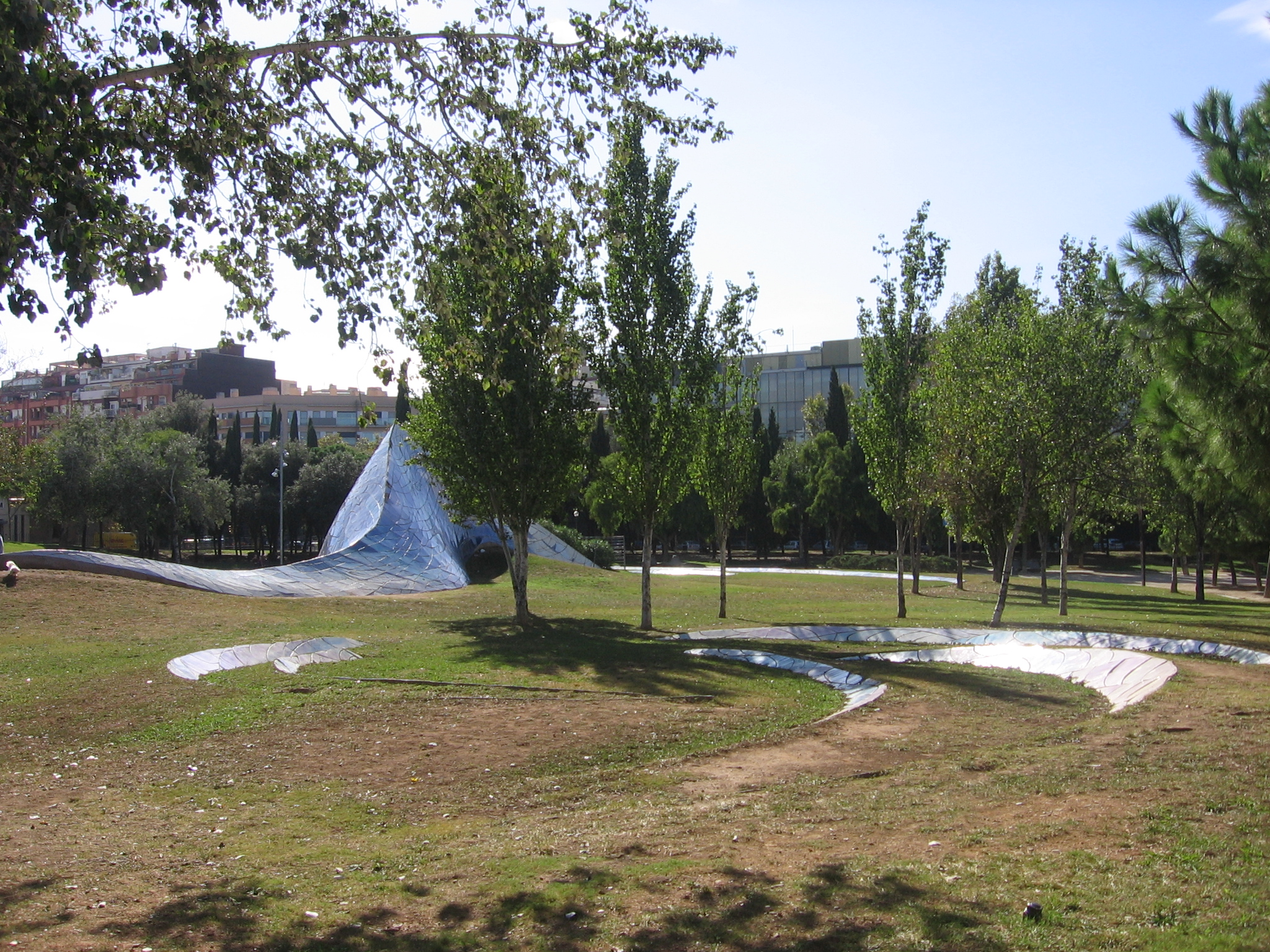
Cel caigut, de Beverly Pepper
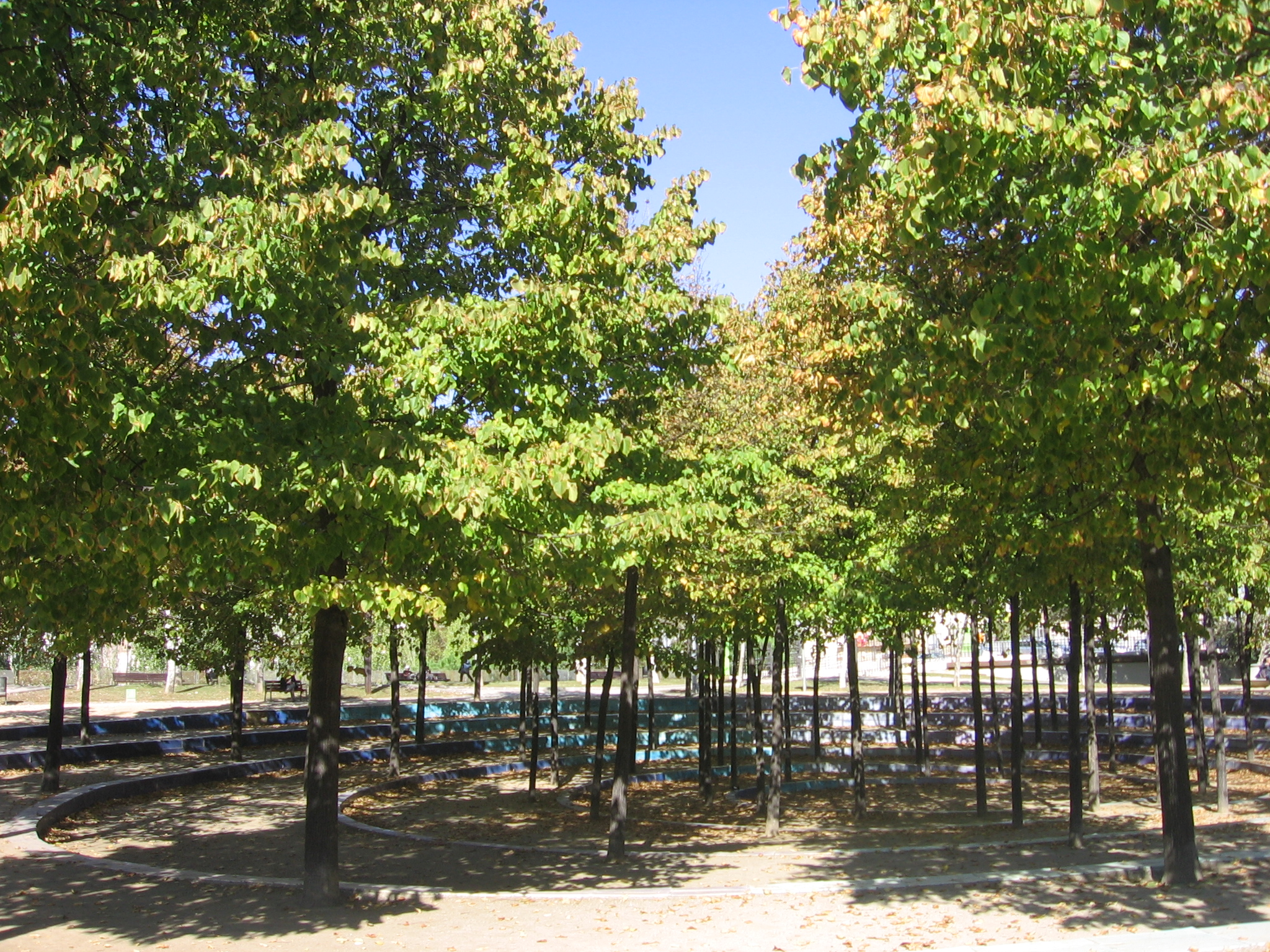
Espiral arbrada, de Beverly Pepper
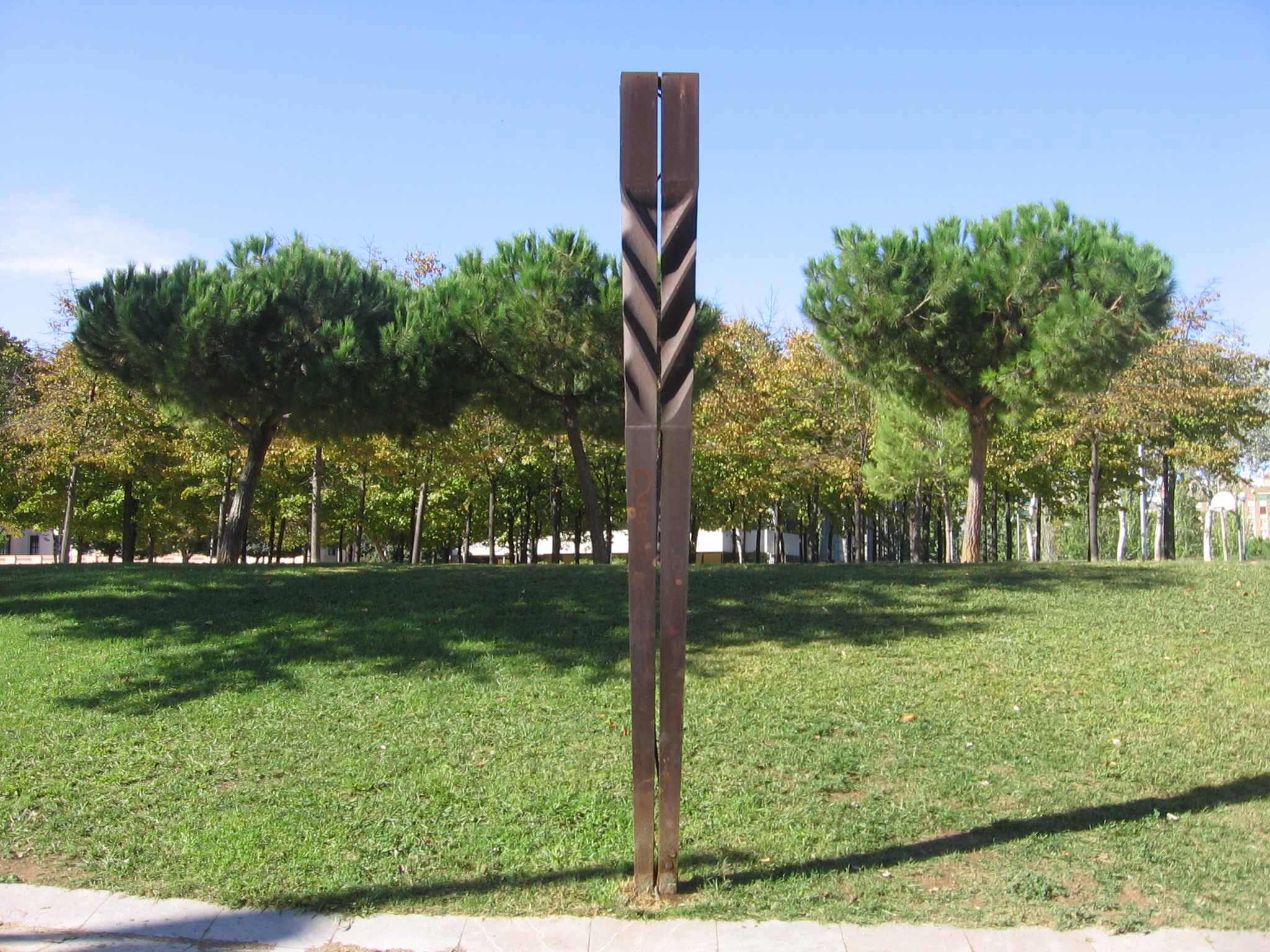
Llums del parc, de Beverly Pepper
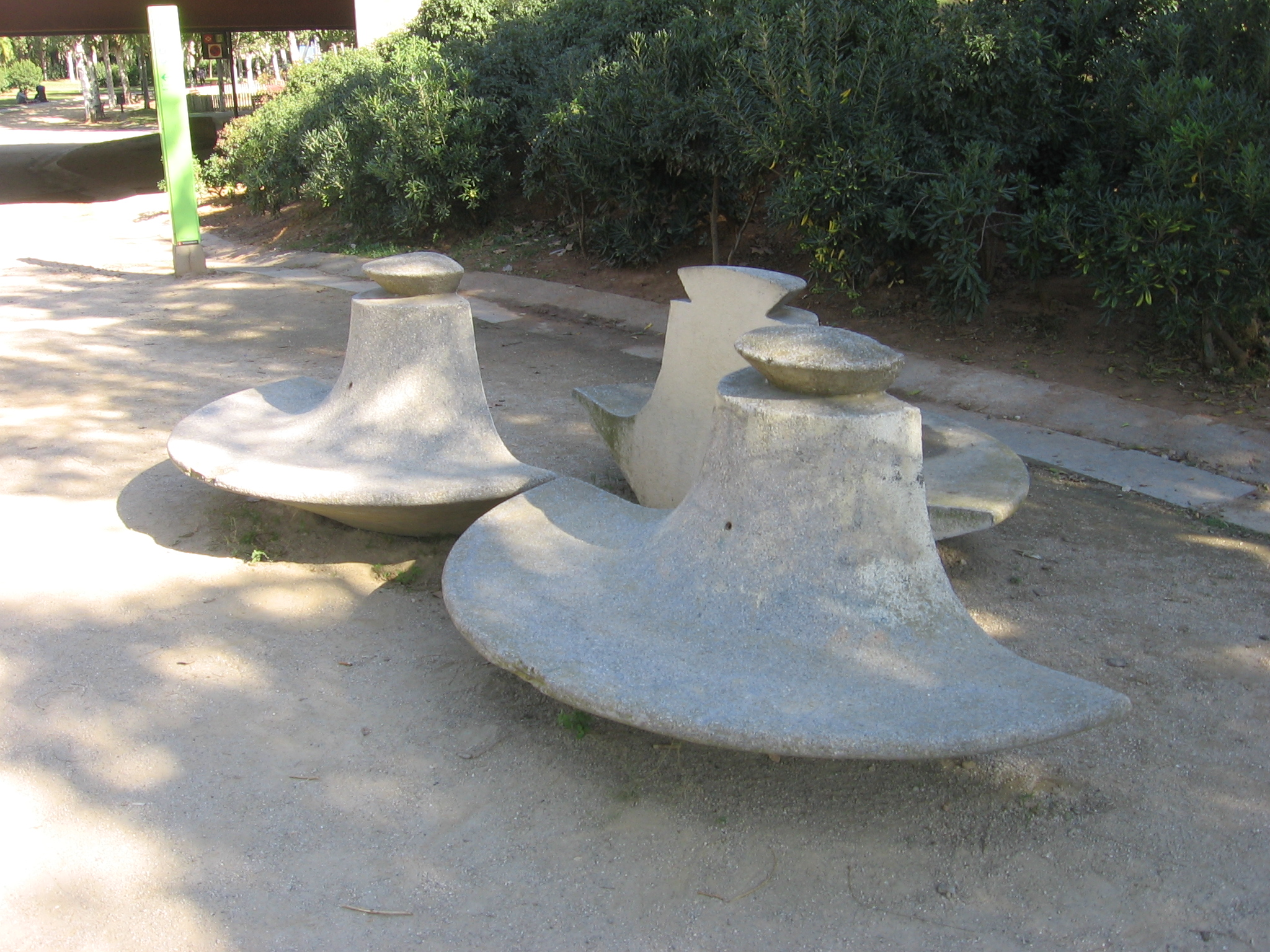
Bancs del parc, de Beverly Pepper
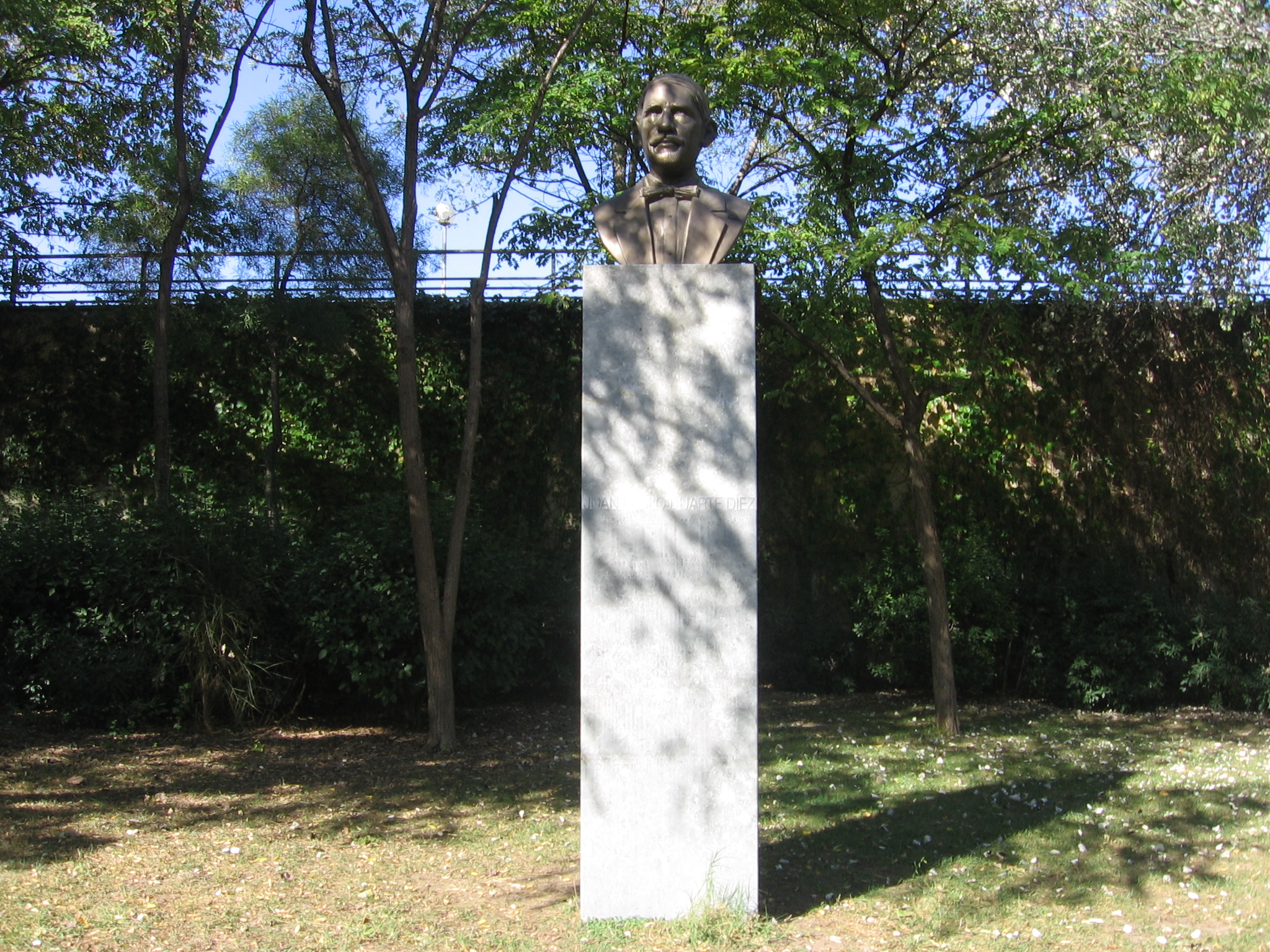
Monument a Juan Pablo Duarte, de Félix Tejada